# Ballyragget
Ballyragget (irisch Béal Átha Ragad „Mündung der Ragget-Furt“) ist ein kleiner Ort am Fluss Nore im Norden des County Kilkenny in Irland. Ballyragget liegt an der N77 18 km nördlich von Kilkenny. Bei der Volkszählung 2022 lebten hier 1116 Einwohner.
Die Siedlung Ballyragget entstand ursprünglich an einer Furt des Flusses Nore und ist nach dem anglonormannischen Landbesitzer Richard le Ragget aus dem 13. Jahrhundert benannt. Später befand sich die Siedlung im Besitz der Familie Mountgarret.
Der Ort wird von einem großen mittelalterlichen Keep (bekannt als Ballyragget Castle) und seinen angrenzenden Mauern beherrscht. Der Turm stammt aus dem späten 15. Jahrhundert und enthält einen Inschriftenstein aus dem späten 16. Jahrhundert, der an Edmund Butler, 2. Viscount Mountgarret, erinnert.
Ein Großteil der Straßen des Ortes wurde Mitte des 17. Jahrhunderts um den Stadtplatz herum angelegt.
St. Patrick’s Church, eine große katholische Kirche aus der Mitte des 19. Jahrhunderts, steht auf einer Anhöhe über dem zentralen Platz.

## Persönlichkeiten
- Patrick Phelan (1795–1857), römisch-katholischer Bischof von Kingston
- Mabel Cahill (1863–1905), Tennisspielerin